# Pyramidanthe prismatica
Pyramidanthe prismatica är en kirimojaväxtart som först beskrevs av Joseph Dalton Hooker och Thomas Thomson och som fick sitt nu gällande namn av James Sinclair.
Pyramidanthe prismatica ingår i släktet Pyramidanthe och familjen kirimojaväxter. Utöver nominatformen finns också underarten Pyramidanthe prismatica parvifolia.